# Anomalocardia leptalea
Anomalocardia leptalea är en musselart som först beskrevs av Dall 1894.  Anomalocardia leptalea ingår i släktet Anomalocardia och familjen venusmusslor. Inga underarter finns listade i Catalogue of Life.